# برایان اورسر
برایان اورسر (انگلیسی: Brian Orser؛ زادهٔ ۱۸ دسامبر ۱۹۶۱) اسکیت‌باز نمایشی، و مربی اهل کانادا است. وی در بازی‌های المپیک زمستانی ۱۹۸۴ و بازی‌های المپیک زمستانی ۱۹۸۸ در اسکیت نمایشی به مدال نقره دست یافت.
او همچنین مربی یوزورو هانیو، برنده مدال طلا در بازی‌های المپیک زمستانی ۲۰۱۴ و بازی‌های المپیک زمستانی ۲۰۱۸، گابریل دالمن برنده مدال طلا در بازی‌های المپیک زمستانی ۲۰۱۸، یوگنیا مدودوا، برنده مدال نقره در بازی‌های المپیک زمستانی ۲۰۱۸، خاویر فرناندز، برنده مدال برنز در بازی‌های المپیک زمستانی ۲۰۱۸، جیسون براون، برنده مدال برنز در بازی‌های المپیک زمستانی ۲۰۱۴، چا جون-هوان، برنده مدال برنز در بخش جوانان فینال گرند پری فصل ۱۷-۲۰۱۶، استفان گوگولف، ژوزف فان و میشلا دوتوا است.او همچنین مربی سابق یونا کیم، برنده مدال طلا در بازی‌های المپیک زمستانی ۲۰۱۰ و نقره در بازی‌های المپیک زمستانی ۲۰۱۴ بوده است.